# Gift Leotlela
Tlotliso Gift Leotlela  (Phuthaditjhaba, 12 mei 1998) is een Zuid-Afrikaans sprinter. Hij nam tweemaal deel aan de Olympische Zomerspelen.

## Biografie
Tijdens de Afrikaanse kampioenschappen atletiek van 2016 liep Leotlela samen met Emile Erasmus, Wayde van Niekerk en Akani Simbine naar de gouden medaille op de 4x100 meter. Individueel eindigde Leotlela op de 4e plaats in de finale van de 100 meter. Op 18-jarige leeftijd kon Leotlela zich later dat jaar kwalificeren voor de Olympische Spelen in Rio de Janeiro. Hiermee was hij de jongste Zuid-Afrikaanse atleet in de geschiedenis van de Olympische Spelen. In de 4e reeks van de 200 meter eindigde Leotlela op de vierde plaats waarmee hij meteen werd uitgeschakeld. 
Tussen 2017 en 2020 liep Leotlela verschillende blessures op die hem lange tijd belemmerden tot verdere goede resultaten. Na een knieblessure in 2020 kon Leotlela pas in maart 2021 terug deelnemen aan wedstrijden. Toch kwalificeerde hij zich in 2021 voor de Olympische Zomerspelen van Tokio. In een tijd van 10,04 s kon hij zich plaatsen voor de halve finale van de 100 meter. In deze halve finale liep hij in een tijd van 10,03 s naar de vierde plaats waarmee hij zich niet kon plaatsen voor de finale.

## Persoonlijke records
Outdoor
| Onderdeel | Prestatie | Datum         | Plaats        |
| --------- | --------- | ------------- | ------------- |
| 100 m     | 9,94      | 14 mei 2021   | Johannesburg  |
| 200 m     | 20,20     | 22 april 2017 | Potchefstroom |

## Palmares

### 100 m
- 2016: 4e Afrikaanse kampioenschappen - 10,24 s
- 2021: 4e in ½ fin OS - 10,03 s

### 200 m
- 2016: 4e in series OS - 20,59 s

### 4x100 m
- 2016:  Afrikaanse kampioenschappen - 38,84 s
- 2021:  World Athletics Relays - 38,71 s